# Коляса, Болеслав
Болеслав Станислав Коляса (пол. Bolesław Stanisław Kolasa; 25 октября 1920, Львов — 16 апреля 2007, Бытом, Силезское воеводство) — польский хоккеист, правый нападающий. Участник зимних Олимпийских игр 1948 года.

## Биография
Болеслав Коляса родился 25 октября 1920 года в польском городе Львов (сейчас на Украине).
Окончил среднюю школу во Львове. Работал в объединении жилищного строительства.
Играл в хоккей с шайбой за львовские «Погонь» (1936—1939) и «Спартак» (1940—1941), краковскую «Вислу» (1946—1947), бытомскую «Полонию» (1948—1952), гливицкие «Будовляни» (1952—1954). В составе «Вислы» в 1947 году стал серебряным призёром чемпионата Польши.
В 1947—1948 годах играл за сборную Польши, провёл 17 матчей, забросил 6 шайб.
В 1947 году участвовал в чемпионате мира в Праге, где поляки заняли 6-е место. Провёл 4 матча, набрал 5 (4+1) очков, забросив 3 шайбы в ворота сборной Бельгии, одну — США.
В 1948 году вошёл в состав сборной Польши по хоккею с шайбой на зимних Олимпийских играх в Санкт-Морице, занявшей 6-е место. Играл на позиции нападающего, провёл 4 матча, забросил 2 шайбы в ворота сборной Италии.
Работал тренером. В 1952—1954 годах был играющим тренером «Будовлян». В 1950—1952 и 1967—1968 годах возглавлял бытомскую «Полонию», также тренировал молодёжную команду клуба. В 1951 году с варшавской «Легией» стал чемпионом Польши. В конце 1950-х — начале 1960-х тренировал «Конкордию» из Кнурова.
В 1980 году был награждён золотым знаком Федерации хоккея Польши.
В 1981 году вышел на пенсию.
Умер 16 апреля 2007 года в Бытоме. Похоронен на приходском кладбище на улице Силезских повстанцев в Бытоме.

## Семья
Отец — Кароль Коляса.
Мать — Владислава Будзицкая.
Жена — Станислава Гацек (1924—2017).
Дочь — Малгожата (род. 1949).